# Ajnad al-Kavkaz
Ajnad al-Kavkaz (Les « soldats du Caucase ») est un groupe djihadiste actif notamment lors de la guerre civile syrienne.

## Organisation et commandement
Ajnad al-Kavkaz est fondé en 2014 ou 2015 par la fusion du Jamaat Jound al-Kavkaz (en), actif dans le gouvernorat de Kuneitra et d'un autre groupe, Jamaat al-Khilafa al-Kavkazia, actif dans le gouvernorat de Lattaquié,. Ajnad al-Kavkaz rassemble des Circassiens de Syrie et de Jordanie, des Tchétchènes, et d'autres djihadistes d'Asie centrale,,,. Il revendique son appartenance à l'Émirat du Caucase, une organisation terroriste islamiste, autoproclamée État et lancée en 2007 par le « président de la République tchétchène d'Itchkérie », mais demeure indépendant[pas clair]. 
Il fait brièvement partie d'Ansar al-Cham, mais il s'en retire en 2014. Son émir est Rustam Azhiev, dit Abdul Hakim al-Chichani, un vétéran des guerres de Tchétchénie, et son émir militaire est Hamza al-Chichani. Ce dernier est tué le 3 mars 2019 à al-Massassna, au nord du gouvernorat de Hama, alors qu'il participe à titre individuel à une attaque contre l'armée syrienne aux côtés de combattants d'Ansar al-Tawhid. 
Vers novembre 2016, le groupe pourrait avoir été renforcé par des combattants de Jound al-Cham,. En 2018, le groupe compte une ou plusieurs centaines de combattants,. Il est cependant peu actif à partir de 2017, et demeure notamment neutre lors des combats entre Hayat Tahrir al-Cham et Ahrar al-Cham en juillet 2017 et dans ceux de février 2018 entre Hayat Tahrir al-Cham et Jound al-Cham. À quelques occasions, il participe également à des combats contre l'État islamique.
En 2022, le groupe soutient l'Ukraine et certains de ses membres rejoignent l'Europe de l'est pour lutter contre la Russie lors de la guerre russo-ukrainienne. En octobre 2022, le nombre de combattants présents en Ukraine est estimé entre 25 et 70 selon les sources. Rustam Azhiev, dit Abdul Hakim al-Chichani, vient lui-même prendre part aux combats et participe notamment à la bataille de Bakhmout.

## Zones d'opérations
En Syrie, le groupe a été principalement actif dans le gouvernorat de Lattaquié et le gouvernorat d'Idleb,.